# Quechua (marca)
Quechua è la marca francese del gruppo Decathlon dedicata ai prodotti per il campeggio e l'escursionismo. Fondata nel 1997, la sede si trova a Domancy, in Alta Savoia, e conta oltre 200 dipendenti. Il nome ha origine dalla popolazione Quechua, situata nel cuore delle Ande, in Perù.

## Storia

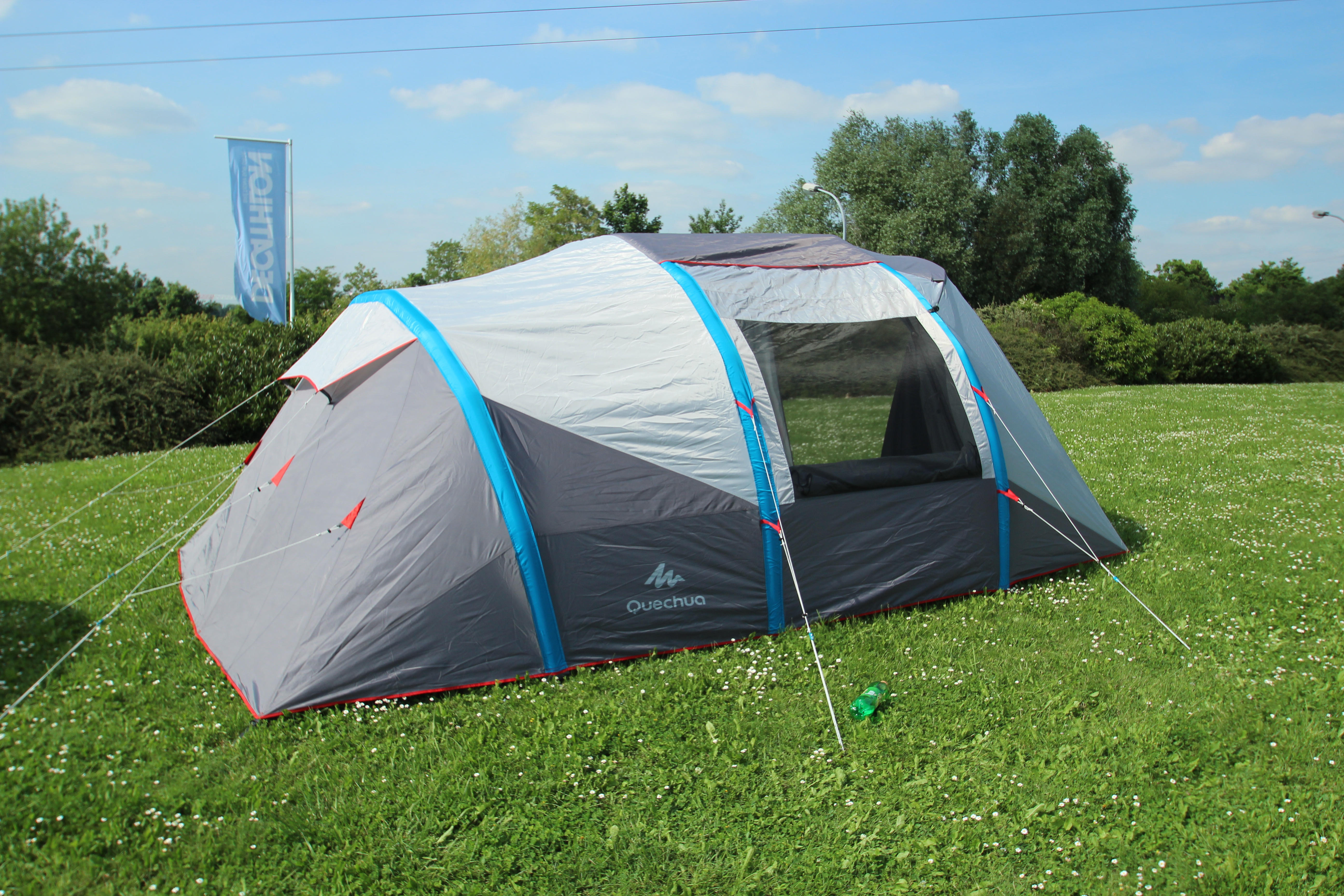
Esempio di tenda per il campeggio

L'azienda nasce nel 1997, registrando il proprio marchio in tutti gli Stati del mondo. Una piccola prima azienda con sede a Sallanches vede 6 persone che studiano, sviluppano e personalmente testano i loro prodotti. Nel 1998 esce un primo catalogo edito da Decathlon.
Nel 1999 l'azienda, ora formata da 15 persone, trasloca da Sallanches a Domancy.
Nel 2002, ovvero dopo 5 anni dalla fondazione, Quechua attira alcuni famosi sportivi, come Karine Ruby.
Nel 2003 Quechua è una delle 10 più importanti aziende mondiali nell'equipaggiamento outdoor. Da qui si allarga oltre che il numero del personale anche il volume dell'azienda.
Dopo 10 anni di storia, l'azienda fa nascere la marca Wed'ze prettamente dedicata allo sci. Dal 2007 si trova nella quinta posizione mondiale nel mercato outdoor, con oltre 200 lavoratori.